# Чемпионат Малави по шоссейному велоспорту
Чемпионат Малави по шоссейному велоспорту — национальный чемпионат Малави по шоссейному велоспорту, проводимый Федерацией велоспорта Малави. За победу в дисциплинах присуждается майка в цветах национального флага (на илл.).

## Призёры

### Мужчины. Групповая гонка.
| Год  | Победитель    | Второй       | Третий          |
| ---- | ------------- | ------------ | --------------- |
| 2010 | Мисси Катумба | Леонард Цойо | Кваме Кайра     |
| 2011 | Леонард Цойо  | Кваме Кайра  | Джон Гонани     |
| 2013 | Мисси Катумба | Кваме Кайра  | Мортиния Мизоле |